# Troppolitani
Troppolitani è stato un programma televisivo di genere comico-satirico curato da Antonio Rezza e Flavia Mastrella, con il contributo autoriale di Annamaria Catricalà e Stefano Coletta, e con il montaggio di Jacopo Quadri e Letizia Caudullo (Lorenzo Michelazzi nel 2000).
Dopo la serie andata in onda nel 1999-2000 su Rai3 sono stati realizzati dei documentari video indipendenti che usano lo stesso impianto, sempre dalla coppia Rezza-Mastrella.

## Descrizione
Si tratta di interviste a corpo libero condotte da Antonio Rezza, che con un piccolo microfono attaccato al dito indice si aggira in luoghi molto frequentati (come stazioni, mercati, il cimitero il 1º novembre, l'ippodromo e il mercato), quasi esclusivamente a Roma, ripreso da Flavia Mastrella e da Marco Tani, ponendo domande assurde ai passanti per innescare discussioni surreali.

## Programmazione
Troppolitani è andato in onda dapprima nella fascia preserale e successivamente in terza serata.
Nel 1999 ne sono state realizzate sei puntate, mentre nel 2000 nove.

## Puntate

### Serie Rai3
| Messa in onda | Titolo                  | Durata |
| ------------- | ----------------------- | ------ |
| 12/07/1999    | Tre fratelli            | 5 min  |
| 13/07/1999    | Francese                | 5 min  |
| 14/07/1999    | Biennale                | 5 min  |
| 15/07/1999    | Giovani                 | 5 min  |
| 16/07/1999    | Panciolle               | 5 min  |
| 17/07/1999    | Speciale Troppolitana   | 26 min |
| 13/01/2000    | Al cimitero             | 29 min |
| 20/01/2000    | I Troppolitani          | 29 min |
| 27/01/2000    | Stazione Termini        | 30 min |
| 03/02/2000    | Di corsa                | 30 min |
| 10/02/2000    | Collocamento            | 29 min |
| 17/02/2000    | L'ippodromo e lo stadio | 29 min |
| 24/02/2000    | Natale on the road      | 27 min |
| 02/03/2000    | Individuo e gruppo      | 28 min |
| 09/03/2000    | Al Policlinico          | 29 min |

### Produzione indipendente
| Anno di uscita | Titolo             | Durata |
| -------------- | ------------------ | ------ |
| 2009           | Fuori dove?        | 26 min |
| 2016           | Milano, via Padova | 70 min |
| 2016           | Valle occupato     | 56 min |